# Setayeshoonops setayeshae
Genre
Espèce
Setayeshoonops setayeshae, unique représentant du genre Setayeshoonops, est une espèce d'araignées aranéomorphes de la famille des Oonopidae.

## Distribution
Cette espèce est endémique du Suriname.

## Description
Le mâle holotype mesure 1,8 mm.

## Étymologie
Cette espèce est nommée en l'honneur de Setayesh, la nièce de Somayeh Ezzatpanah.

## Publication originale
- Makhan & Ezzatpanah, 2011 : Setayeshoonops setayeshae gen. et sp. nov. and Ischnothyreus peltifer (Simon, 1891), a new record from Suriname (Araneae: Oonopidae). Calodema, vol. 128, p. 1-6 (texte intégral).